# Пенсійний вік
Пенсі́йний вік — встановлений законодавством вік, по настанні якого, людина може претендувати на виплату — пенсії за віком.

## Історія
В епоху капіталізму, розвиток якого зумовило виникнення суспільного класу людей, в яких були відсутні можливості забезпечувати власне існування після втрати ними працездатності, першою країною, яка створила пенсійну систему, метою якої було надання допомоги таким людям, була Німеччина. Відповідно до закону, прийнятому в 80-ті роки XIX століття, про державне пенсійне забезпечення осіб, які працюють за наймом, вони отримували право на державну пенсію після досягнення віку 70 років. Прийняття цього закону відбулося як реалізація одного з пунктів соціальної програми Рейсхканцлера нещодавно відтворення Рейху (імперії) Отто фон Бісмарка, за допомогою якої він перехопив ініціативу у соціалістів, проти яких вів послідовну боротьбу.
Такий високий пенсійний поріг, апріорі, давав можливість отримувати пенсію тільки особам, які вже повністю або майже повністю вичерпали ресурс своєї працездатності. (Втім, слід зазначити, що за іншим законом «бісмарківського» «соціального пакету», люди, які втратили працездатність до досягнення пенсійного віку, могли розраховувати на пенсію по інвалідності.)
Оскільки наприкінці XIX-го століття до 70 років доживали дуже небагато, під впливом профспілок і соціал-демократів, які почали діяти після відходу «залізного канцлера» на пенсію і припинення дії закону про їх заборону, пенсійний вік був знижений до 65 років.
У багатьох країнах світу вік виходу на пенсію збираються встановити на позначці «67» як для чоловіків, так і для жінок. Але в ряді країн він відсутній, наприклад, в Китаї, де загального пенсійного забезпечення по старості не існує.

## Пенсійний вік у різних країнах
| Країна                     | Пенсійний вік | Пенсійний вік | Рік  | Примітки |        |
| Країна                     | Чоловіки      | Жінки         | Рік  | Примітки |        |
| -------------------------- | ------------- | ------------- | ---- | --- | ------ |
| Австралія                  | 67            | 67            | 2021 | [ 1 ] |        |
| Австрія                    | 65            | 60            | 2023 | [ 2 ] [ 3 ] [ 4 ] |        |
| Азербайджан                | 65            | 63            | 2023 | Підвищуватиметься щороку на півроку до 65 років: для чоловіків - до 2021 року і для жінок - до 2027 року |        |
| Албанія                    | 65            | 61            | 2011 | [ 3 ] |        |
| Аргентина                  | 65            | 60            | 2018 | [ 6 ] |        |
| Бангладеш                  | 59            | 59            | 2013 | [ 7 ] |        |
| Бельгія                    | 65            | 65            | 2009 | [ 8 ] |        |
| Білорусь                   | 63            | 58            | 2022 | [ 9 ] |        |
| Болгарія                   | 64            | 61            | 2022 | У Болгарії пенсійний вік планується поступово підвищувати і досягти 65 років до 2029 року для чоловіків і до 2037 року для жінок. |        |
| Боснія і Герцеговина       | 65            | 65            | 2011 | [ 3 ] |        |
| Бразилія                   | 65            | 62            | 2019 | Деякі особи, такі як сільські робітники, вчителі та поліцейські, мають нижчий мінімальний вік. |        |
| Велика Британія            | 66            | 66            | 2020 | [ 2 ] [ 3 ] [ 11 ] |        |
| Венесуела                  | 60            | 55            | 2015 | [ 12 ] |        |
| В'єтнам                    | 60            | 55            | 2022 | Пенсійний вік поступово підвищуватиметься до 62 років для чоловіків до 2028 року та до 60 років для жінок до 2035 року. У 2021 році пенсійний вік становитиме 60,25 років (вік 60 років і 3 місяці) для чоловіків і 50,33 роки (вік 50 років і 4 місяці) для жінок. щороку збільшуватиметься на 3 місяці для чоловіків і на 4 місяці для жінок. |        |
| Вірменія                   | 63            | 63            | 2011 | [ 3 ] |        |
| Греція                     | 67            | 67            | 2021 | [ 14 ] | [ 15 ] |
| Грузія                     | 65            | 60            | 2011 | [ 3 ] |        |
| Данія                      | 65-67         | 65-67         | 2008 | [ 2 ] [ 8 ] |        |
| Естонія                    | 64            | 64            | 2018 | Підвищуватиметься для обох статей і досягне 65 років 2026 року. |        |
| Єгипет                     | 60            | 60            | 2015 | |        |
| Ізраїль                    | 67            | 62            | 2011 | |        |
| Індія                      | 62            | 62            | 2014 | [ 16 ] |        |
| Індонезія                  | 58            | 58            | 2022 | Вік виходу на пенсію в Індонезії становить 58 років у 2022 році, а максимальний вік виходу на пенсію досягне 65 років у 2043 році. |        |
| Іран                       | 60            | 55            | 2018 | |        |
| Ірландія                   | 66            | 66            | 2015 | [ 2 ] [ 3 ] [ 8 ] [ 18 ] |        |
| Ісландія                   | 67            | 67            | 2007 | [ 8 ] |        |
| Іспанія                    | 65            | 65            | 2011 | [ 2 ] [ 3 ] |        |
| Італія                     | 67            | 67            | 2019 | У 67 років за умови 20 років трудового стажу. 38 років трудового стажу дають право вийти на пенсію у 62 роки, 41-42 роки трудового стажу - незалежно від віку |        |
| Камерун                    | 50-60         | 50-60         | 2019 | Установлений пенсійний вік, за яким людина (чоловік чи жінка) може вийти на пенсію, становить 60 років із принаймні 20 роками страхового стажу та принаймні 180 місяців сплати внесків, включаючи 60 місяців за останні 10 років. Працевлаштування має бути припинено. Вік дострокового виходу на пенсію становить 50 років із принаймні 20 роками страхового стажу та принаймні 180 місяців сплати внесків, включаючи 60 місяців за останні 10 років. |        |
| Канада                     | 65            | 65            |      | [ 21 ] |        |
| Казахстан                  | 63            | 61            | 2023 | З 2017 року пенсійний вік для жінок планується поступово підвищувати до 63 років у 2027 році. |        |
| Киргизстан                 | 63            | 58            | 2011 | [ 3 ] |        |
| Кіпр                       | 65            | 65            | 2011 | [ 2 ] [ 3 ] |        |
| Колумбія                   | 62            | 57            | 2014 | [ 22 ] |        |
| Косово                     | 65            | 65            | 2011 | [ 3 ] |        |
| Куба                       | 65            | 60            | 2015 | [ 23 ] |        |
| Латвія                     | 64            | 64            | 2023 | [ 3 ] [ 24 ] |        |
| Литва                      | 64            | 64            | 2023 | [ 3 ] |        |
| Лівія                      | 65            | 60            | 2017 | [ 25 ] |        |
| Ліхтенштейн                | 64            | 64            | 2007 | [ 8 ] |        |
| Люксембург                 | 65            | 65            | 2011 | [ 3 ] |        |
| Південна Корея             | 60            | 60            | 2016 | [ 26 ] |        |
| Північна Корея             | 60            | 55            | 1999 | [ 27 ] |        |
| Північна Македонія         | 64            | 62            | 2011 | [ 3 ] |        |
| Малайзія                   | 60            | 60            | 2013 | [ 28 ] |        |
| Мальта                     | 63            | 63            | 2023 | На Мальті до 2027 року пенсійний вік поступово підвищують до 65 років. |        |
| Марокко                    | 63            | 63            |      | |        |
| Мексика                    | 65            | 65            |      | |        |
| Молдова                    | 63            | 60            | 2022 | Пенсійний вік для жінок підвищується кожні 6 місяців до 63 років у 2028 році |        |
| Намібія                    | 60            | 60            | 2019 | [ 29 ] |        |
| Непал                      | 58            | 58            |      | [ 30 ] |        |
| Нідерланди                 | 67            | 67            | 2018 | [ 31 ] |        |
| Німеччина                  | 65            | 65            | 2022 | У Німеччині пенсійний вік буде поступово збільшуватися і досягне 67 років 2029 року. |        |
| Нова Зеландія              | 65            | 65            | 2019 | [ 32 ] |        |
| Норвегія                   | 67            | 67            | 2011 | [ 33 ] |        |
| Об'єднані Арабські Емірати | 65            | 65            | 2010 | [ 34 ] |        |
| Оман                       | 65            | 65            | 2013 | |        |
| Пакистан                   | 60            | 60            | 2012 | |        |
| Перу                       | 60            | 60            | 2018 | |        |
| Польща                     | 65            | 60            | 2011 | [ 2 ] [ 3 ] [ 35 ] |        |
| Португалія                 | 66            | 66            | 2022 | [ 3 ] |        |
| Росія                      | 62            | 58            | 2023 | З 2019 року пенсійний вік поступово підвищуватиметься до 65 років для чоловіків і 60 для жінок, щороку по півроку. |        |
| Румунія                    | 65            | 62            | 2023 | [ 2 ] [ 3 ] [ 38 ] |        |
| Саудівська Аравія          | 60            | 60            | 2014 | [ 39 ] |        |
| Сербія                     | 65            | 63            | 2023 | Пенсійний вік для жінок щороку підвищується на 2 місяці, і в 2032 році він буде таким же, як і для чоловіків – 65 років. |        |
| Сінгапур                   | 62            | 62            | 2012 | До 2030 року пенсійний вік підвищать до 65 років. |        |
| Словаччина                 | 63            | 63            | 2023 | [ 24 ] |        |
| Словенія                   | 65            | 65            | 2021 | [ 2 ] [ 24 ] |        |
| Сполучені Штати Америки    | 67            | 67            | 2023 | [ 41 ] |        |
| Таджикистан                | 63            | 58            | 2011 | [ 3 ] |        |
| Таїланд                    | 60            | 60            | 2015 | |        |
| Тайвань                    | 66            | 66            | 2015 | На Тайвані пенсійний вік планується поступово підвищувати до 68 років до 2028 року. |        |
| Туреччина                  | 60            | 58            | 2014 | [ 42 ] |        |
| Туркменістан               | 62            | 57            | 2011 | [ 3 ] |        |
| Угорщина                   | 65            | 65            | 2022 | [ 2 ] [ 3 ] [ 24 ] |        |
| Узбекистан                 | 60            | 55            | 2011 | [ 3 ] |        |
| Україна                    | 60            | 60            | 2021 | [ 3 ] |        |
| Уругвай                    | 65            | 65            | 2022 | [ 43 ] |        |
| Філіппіни                  | 60            | 60            | 1990 | [ 44 ] |        |
| Фінляндія                  | 65            | 65            | 2021 | [ 2 ] [ 45 ] |        |
| Франція                    | 64            | 64            | 2011 | [ 46 ] |        |
| Хорватія                   | 65            | 63            | 2022 | До 2030 року буде встановлено рівний вік для жінок і чоловіків – 65 років. |        |
| Чехія                      | 64            | 64            | 2008 | Жінки, які виховали одну дитину, можуть вийти на пенсію в 63 роки і вісім місяців, а жінки, які мають двох дітей, - в 62 роки і вісім місяців. У 2030 році підвищення пенсійного віку припиниться на рівні 65 років. |        |
| Чилі                       | 65            | 60            |      | [ 48 ] |        |
| Чорногорія                 | 66            | 62            | 2023 | [ 49 ] |        |
| Швейцарія                  | 65            | 64            | 2021 | 65 для жінок з 2025 року. |        |
| Швеція                     | 63            | 63            | 2023 | [ 2 ] [ 8 ] [ 50 ] |        |
| Шрі-Ланка                  | 55            | 55            | 2014 | [ 51 ] |        |
| Японія                     | 64            | 62            | 2015 | Хоча уряд намагається запобігти достроковому виходу на пенсію, очікується, що до 2025 року вік буде поступово збільшуватися до 65 років. |        |